# (10318) Sumaura
(10318) Sumaura est un astéroïde de la ceinture principale.

## Description
(10318) Sumaura est un astéroïde de la ceinture principale. Il fut découvert le 15 octobre 1990 à Minami-Oda par Toshiro Nomura et Koyo Kawanishi. Il présente une orbite caractérisée par un demi-grand axe de 2,34 UA, une excentricité de 0,27 et une inclinaison de 4,5° par rapport à l'écliptique.

## Compléments